# Jēkabs Nākums
Jēkabs Nākums (* 4. Februar 1972 in Priekule, Lettische SSR, Sowjetunion) ist ein früherer lettischer Biathlet. Er nahm an 13 Biathlon-Weltmeisterschaften und Olympischen Winterspielen teil.
Jēkabs Nākums lebt in Cēsis und ist Feuerwehrmann von Beruf. Er startete für den Polizeisportclub Cesis. Mit dem Biathlonsport begann er 1986. Seit der ersten Hälfte der 1990er Jahre ist der Lette auf höchster internationaler Ebene aktiv gewesen. In Borowez nahm er erstmals an den Biathlon-Weltmeisterschaften 1993 teil und wurde mit der lettischen Staffel 18. Seit der Saison 1993/94 startete Nākums regelmäßig im Biathlon-Weltcup. Seine ersten Punkte gewann er als 16. eines Sprints noch 1993 in Kontiolahti. Es folgten Jahre, in denen der Lette sehr schwankende Leistungen zwischen dem hinteren Feld der Wettbewerbe und der erweiterten Weltspitze zeigte. In Ruhpolding lief Nākums 1995 als Zehntplatzierter erstmals unter die besten Zehn. Nächste Großereignisse wurden die Weltmeisterschaften 1995 in Antholz, wo er 12. mit der Staffel wurde sowie die Weltmeisterschaften 1996 in Ruhpolding als Staffel-Elfter. Erste Einzelrennen bei einer WM bestritt Nākums 1997 in Osrblie. Im Sprint lief er auf den sehr guten fünften Platz, in der Verfolgung fiel er auf den 31. Platz zurück. Sowohl mit der Staffel als auch im Mannschaftsrennen erreichte er mit den lettischen Teams Rang 12. In Antholz lief er kurz vor den Olympischen Spielen 1998 auf den vierten Platz in einem Einzel und erreichte damit sein bestes Weltcup-Ergebnis, das er nur 2000 in Oberhof nochmals in einem Sprint erreichte. Bei den Olympischen Spielen in Nagano wurde Nākums 37. im Einzel, sehr guter Fünfter im Sprint und mit Oļegs Maļuhins, Ilmārs Bricis und Gundars Upenieks Sechster im Staffelrennen. Um einen Rang besser konnte sich die Staffel bei den Biathlon-Weltmeisterschaften 1999 in Kontiolahti platzieren, zudem wurde Nākums Zehnter im Sprint und 34. in der Verfolgung. Beim in Oslo aufgrund des Wetters ausgetragenen Einzel erreichte er Rang 47.
Schon 1998 konnte Nākums bei den Biathlon-Europameisterschaften in Minsk den Sprint vor Alexander Popow und Ilmārs Bricis gewinnen. 2000 wurde er in Kościelisko Fünfter im Sprint wie auch mit der Staffel. Bei den Weltmeisterschaften am Holmenkollen in Oslo kamen ein 28. Platz im Einzel, ein 38. Rang im Sprint, Platz 41 in der Verfolgung und Platz 16 im Massenstart hinzu. Mit der Staffel wurde er zudem in Lahti Sechster. In Pokljuka erreichte Nākums 2001 die Plätze 72 im Sprint und neun mit der Staffel. 2002 startete der Lette zum zweiten und letzten Mal bei Olympischen Spielen und erreichte im Einzel Platz 35, im Sprint 52, in der Verfolgung 54 und wurde mit der Staffel 17. Kurz nach den Spielen lief er bei den Europameisterschaften 2002 in Kontiolahti auf Platz 15 im Sprint und gewann mit seinen langjährigen Staffelpartnern Maluhins, Upenieks und Bricis die Bronzemedaille hinter den Staffeln aus Deutschland und der Ukraine. Die Weltmeisterschaften 2003 in Chanty-Mansijsk schloss er mit den Plätzen 34 im Sprint, 79 in der Verfolgung und 12 mit der Staffel ab. Beste Resultate bei den Europameisterschaften in Forni Avoltri waren ein 14. Platz im Einzel und Rang zehn mit der Staffel. Letztes Großereignis wurden die Biathlon-Weltmeisterschaften 2004 in Oberhof, bei denen Nākums 65. im Einzel wurde.
Nākums war zudem ein erfolgreicher Crosslauf-Sommerbiathlet. 1999 in Minsk, 2000 in Chanty-Mansijsk und 2001 in Jamrozowa Polana gewann er jeweils mit Maļuhins, Upenieks und Bricis zunächst zweimal hinter Russland, zuletzt hinter Weißrussland die Silbermedaillen im Staffelwettbewerb bei den Sommerbiathlon-Weltmeisterschaften.

## Bilanz im Biathlon-Weltcup
Die Tabelle zeigt alle Platzierungen (je nach Austragungsjahr einschließlich Olympische Spiele und Weltmeisterschaften).
- 1.–3. Platz: Anzahl der Podiumsplatzierungen
- Top 10: Anzahl der Platzierungen unter den ersten zehn (einschließlich Podium)
- Punkteränge: Anzahl der Platzierungen innerhalb der Punkteränge (einschließlich Podium und Top 10)
- Starts: Anzahl gelaufener Rennen in der jeweiligen Disziplin

| Platzierung                               | Einzel | Sprint | Verfolgung | Massenstart | Team | Staffel | Gesamt |
| ----------------------------------------- | ------ | ------ | ---------- | ----------- | ---- | ------- | ------ |
| 1. Platz                                  |        |        |            |             |      |         |        |
| 2. Platz                                  |        |        |            |             |      |         |        |
| 3. Platz                                  |        |        |            |             |      |         |        |
| Top 10                                    | 2      | 5      | 1          |             |      | 14      | 22     |
| Punkteränge                               | 5      | 13     | 4          | 4           | 2    | 29      | 57     |
| Starts                                    | 38     | 66     | 21         | 5           | 2    | 29      | 161    |
| Stand: Daten möglicherweise unvollständig |        |        |            |             |      |         |        |